# Josef Josephi

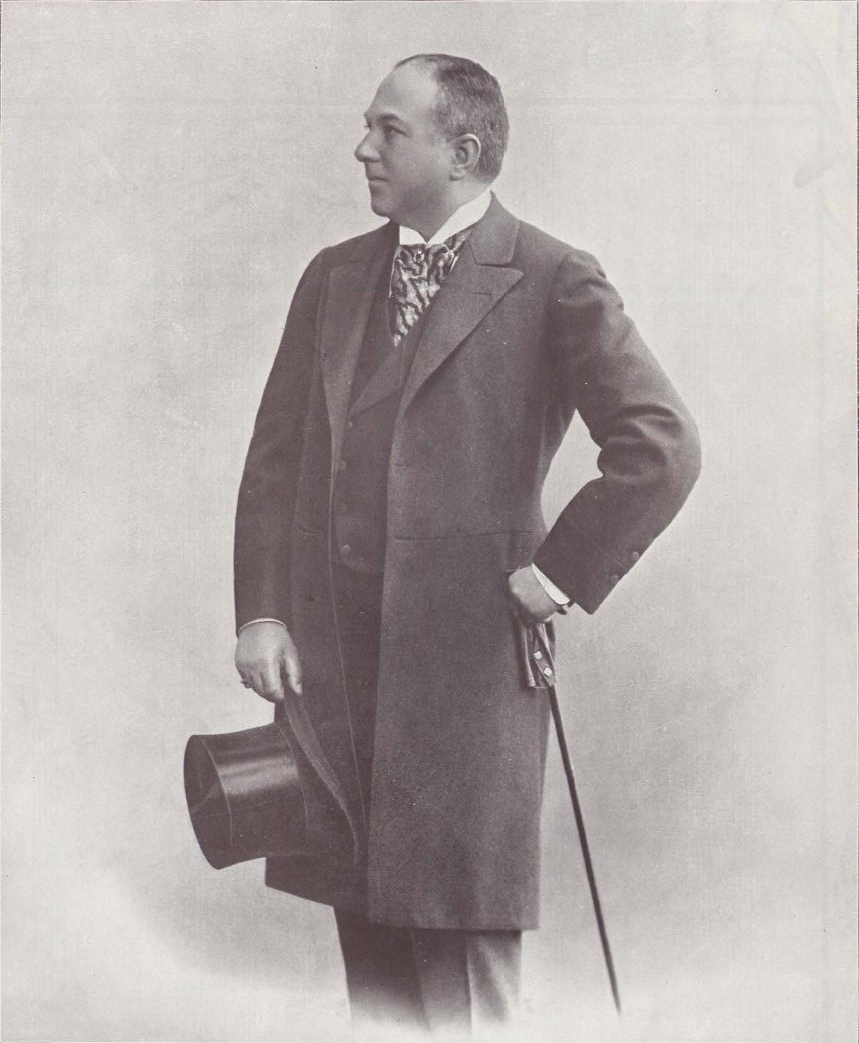
Josef Josephi, 1901. Foto von E. Höffert.

Josef Josephi oder Joseph Josephi, eigentlich Josef Ichhäuser (* 15. Juli 1852 in Krakau, Galizien; † 8. Jänner 1920 in Berlin) war ein österreichischer Sänger (Tenor) und Schauspieler.

## Leben

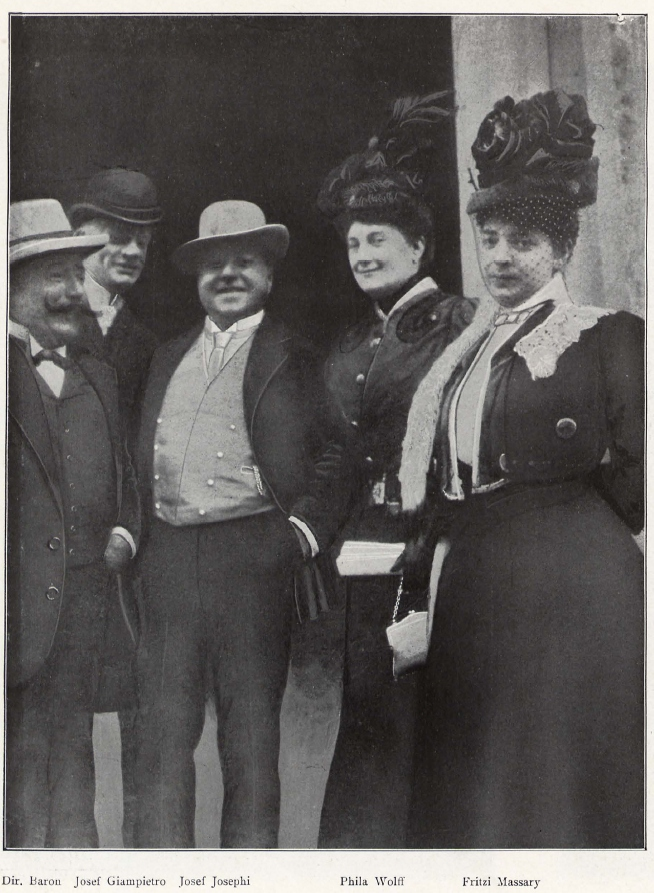
Josef Josephi (Mitte) mit Schauspielkollegen des Metropol-Theaters Berlin vor einer Probe zu der Revue Der Teufel lacht dazu von Julius Freund, 1906. Foto: Julius Freund.

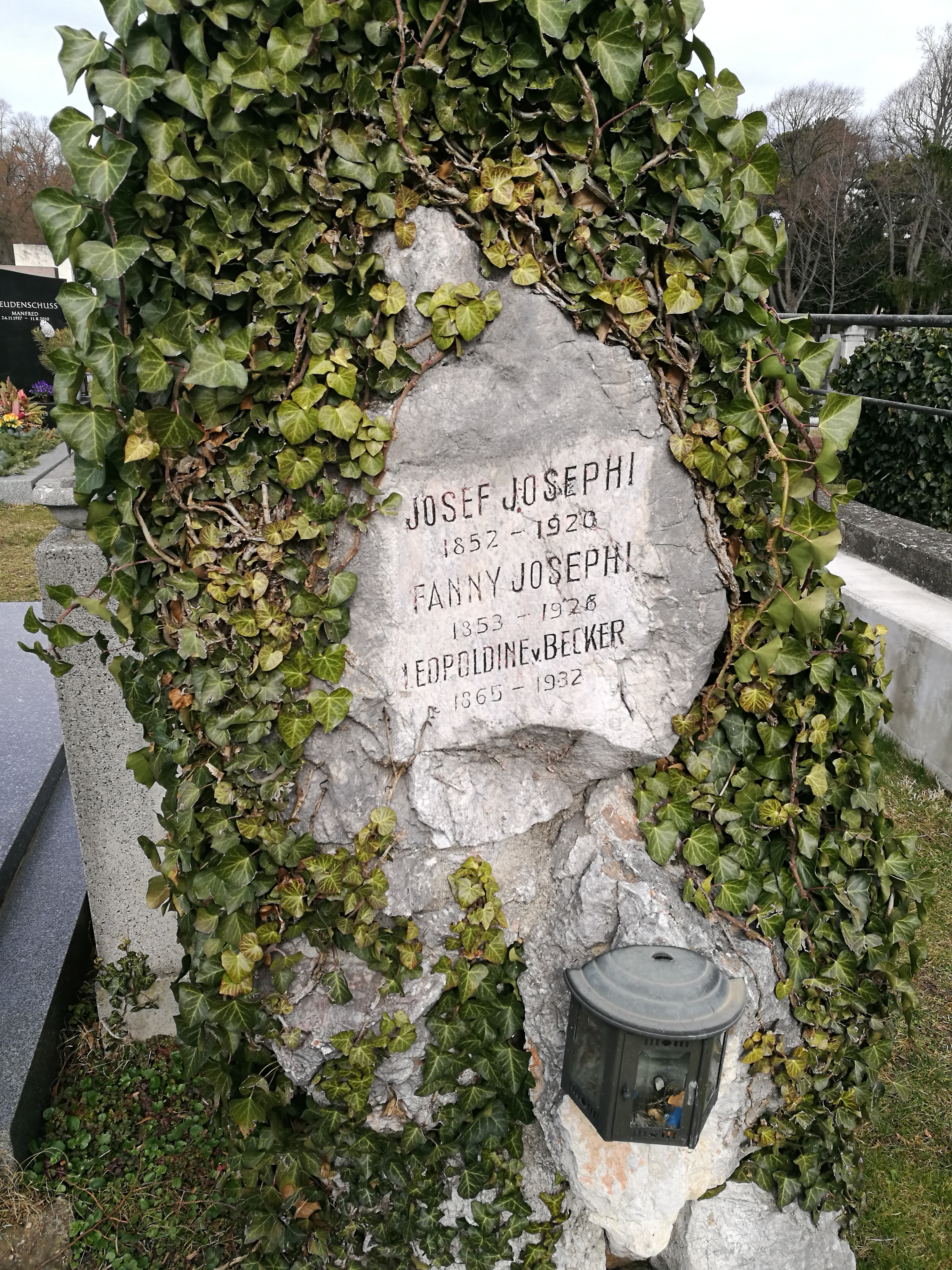
Grabstätte von Josef Josephi

Der Sohn eines Tuchhändlers besuchte nach Abschluss des Gymnasiums 1871 zuerst die Technische Hochschule in Kraków, ergriff dann aber gegen den Willen seines Vaters den Schauspielerberuf. Sein Debüt gab er 1873 an der Rudolfsheimer Bühne in Wien in einer kleinen Rolle als Soldat in Schillers Die Verschwörung des Fiesco zu Genua. Seine Lehrjahre in der Provinz führten ihn u. a. ins ungarische Nagykanizsa, an das Stadttheater in Chemnitz und nach Breslau. Nach einem Engagement am Grazer Landestheater wurde er 1878 für das Ringtheater in Wien verpflichtet. 1880 spielte er am Carl-Theater, 1882 wechselte er ans Theater an der Wien.
Erfolge bei der Ausführung von Gesangsrollen veranlassten ihn zu dem Entschluss, Sänger zu werden.
Als Operettentenor erwarb Josephi sich bald beim Publikum große Beliebtheit. Er sang in Carl Millökers Der Bettelstudent und  Gasparone, in Johann Strauß’ Eine Nacht in Venedig und Der Zigeunerbaron, und in Vilém Blodeks komischer Oper in einem Akt “V studni” (Im Brunnen). Zusammen mit Alexander Girardi, Karl Lindau und Therese Biedermann bildete er das Elitekorps der Wiener Operette.
1900 übersiedelte er nach Berlin. Ab 1906 war er für zwei Jahre am Friedrich-Wilhelmstädtischen Theater und anschließend fünf Jahre am Metropol-Theater engagiert, wo er in den großen Jahresrevuen von Victor Hollaender und Julius Freund neben Stars wie Fritzi Massary, Joseph Giampietro und dem drastischen Komiker Guido Thielscher auftrat. Für viele Operetten- und Revueschlager des Autorengespanns Hollaender-Freund war er der Erstinterpret.
Einige Jahre konnte er sich aufgrund seiner Beliebtheit ausschließlich dem Varieté und der Vortragskunst widmen. Im Wintergarten und im Eden-Theater begeisterte er die Berliner mit Liedern und Chansons von Julius Einödshofer, Erik Meyer-Helmund, Rudolf Nelson und Gustav Wanda.
Am Silvesterabend 1919 stand Josephi zum letzten Mal auf der Bühne. Am 8. Jänner 1920 ist er im Alter von 67 Jahren in Berlin gestorben. Er ruht in einem ehrenhalber gewidmeten Grab auf dem Hietzinger Friedhof (Gruppe 40, Nummer 24 H) in Wien.

## Hauptrollen
- Jan Janicki in Der Bettelstudent von Carl Millöker (1882)
- Guido in Eine Nacht in Venedig von Joh. Strauß (1883)
- Conte Erminio in Gasparone von Carl Millöker (1884)
- Botho von Wendt in Waldmeister von Joh. Strauß (1895)[10]

## Tondokumente (Auswahl)
Josef Josephi hinterließ zahlreiche Schallplatten für Berliner Records (Berlin 1901), G&T (Berlin 1901–07), Gramophone (Berlin 1908–11, Wien 1910), Parlophon (Berlin 1912), Dacapo-Lyrophon und Beka (beide Berlin 1918), außerdem Edison-Walzen (Berlin 1905–07).

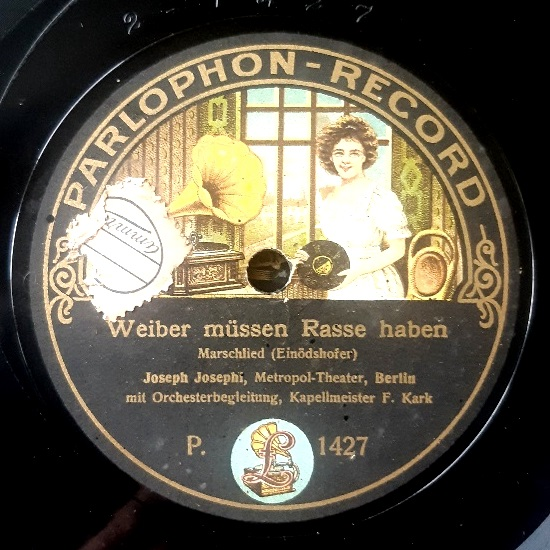
Schallplatte von Josef Josephi (Berlin 1912)

Schon früh hat Josephi Tonaufnahmen gemacht, zuerst auf Edison Goldguß-Walzen, dann auf Schallplatten bei Grammophon in Berlin und Wien, und Odeon:

### Edison Goldguß-Walzen
- 15 276  Die vier Jahreszeiten der Liebe (Victor Hollaender)
- 15 277  Die Kirschen in Nachbars Garten (Victor Hollaender)
- 15 366  Der Vorschuß auf die Seligkeit (Victor Hollaender)
- 15 389  Der letzte Thaler (Victor Hollaender)
- 15 542  Casinolied (Victor Hollaender)
- 15 558  Der arme Teufel (Victor Hollaender)
- 15 723  Märchen und Träume (Victor Hollaender)
- 15 803  Die Herzen von Berlin (Victor Hollaender)

### Schallplatten

#### Gramophone Concert Record
aus der Revue “Auf ins Metropol”
- Du mein altes Berlin (Victor Hollaender) Gesungen von Josef Josephi, mit Orch. unter persönl. Leitung des Komponisten, Berlin. Gr 3-42 351 (mx. 3814 h)
- Der Vorschuß auf die Seligkeit (Victor Hollaender) Gesungen von Josef Josephi, mit Orch. unter persönl. Leitung des Komponisten, Berlin. Gr 3-42 353 (mx. 3816 h)
- Schaukellied (Victor Hollaender) Gesungen von Josef Josephi, mit Orch. unter persönl. Leitung des Komponisten, Berlin. Gr 3-42 519 (mx. 3817 h), aufgen. Berlin 1905.

aus der Revue “Chauffeur, ins Metropol !”
- Das Saisonliebchen (Rudolf Nelson) Gr 942.320 (mx. 1511 ak) – 1912.

aus der Posse “Berlin bleibt Berlin”
- Das Mädel comme-il-faut (Erik Meyer-Helmund) Gr 42 969 (mx. 1401 x)
- Die Schönste von allen (Erik Meyer-Helmund) Gr 42 048 (mx. 2901 B), aufgen. Berlin Okt. 1902.

aus der Operette “Der Kellermeister”
- Entreelied des Urban „Ich bin geboren in dem Jahr, als der Komet am Himmel war“ (Carl Zeller) Gr 42 961 (mx. 1403 x)
- Laß dir Zeit, alles mit Gemütlichkeit  (Carl Zeller) Gr 2-42 841 (mx. 1406 x)
- Ja die Frauen (Carl Zeller) Gr 2-42 609 (mx. 1674 x)
- Kometenwalzer (Carl Zeller) Gr 2-42 840 (mx. 1790 L)[12]

aus der Operette “Herr und Frau Biedermeier”
- Wo dich der Wienerwald umrauscht (Carl M. Ziehrer) Gr 242 035 (mx. 11 599 L)
- Mein altes Wien (Carl M. Ziehrer) Gr 242 036 (mx. 11 598 L), aufgen. Wien, 17. Okt. 1910.

Lieder
- Rondo auf ‘Der Lebemann’ (Carl Millöker) Gr 42 399 (mx. 209 x)
- Rondo auf ‘Nordlicht’ (Carl Millöker) Gr 42 400 (mx. 210 x), aufgen. Berlin, Okt. 1901.
- Liebe fordert Studium (Carl Millöker) Gr 2-42 560 (mx. 1676 x), aufgen. Berlin, Mai 1903.
- Weiber müssen Rasse haben (Julius Einödshofer) Gr 4-42 114 (mx. 13 231 u)
- Die Seele von Berlin (Julius Einödshofer) Gr 4-42 117 (mx. 13 234 u), aufgen. Wien, Juni 1908.
- Frauen und Mägdelein (Gustav Wanda, op. 166 / Text: Eddy Beuth)   Gr  4-42 115 (mx. 13 232 u)
- Mein Verhältnis (Gustav Wanda, op. 165 / Text: Otto A. Alberts)  Gr 4-42 116 (mx. 13 233 u), aufgen.  Wien, Juni 1908

(Quelle:)

#### Odeon Talking Machine Co. Berlin-Weißensee
Aufnahmen bei Odeon am 1. September 1911 aus “Nacht von Berlin” (V. Hollaender), mit Odeon-Orchester unter Leitung von Kapellmeister Max Roth
- 51 535 Tante Voß
- 51 536 Ganz anders gedacht
- 51 533 Der bessere aeltere Herr
- 51 534 Der Flieger

(Quelle:)

## Wiederveröffentlichungen
Christian Zwarg, Berlin, Truesound Transfer TT-3060 – Josef Josephi: 26 Aufnahmen aus Berlin und Wien zwischen 1901 und 1918. (Lieder von Millöcker, Einödshofer, Wanda & Hollaender aus Durchlaucht Radieschen, Berlin Bleibt Berlin, Der Kellermeister, Schön War’s Doch!, Die Zwölf Frauen des Japhet, ‘Ne Feine Nummer, Hannerl, Auf ins Metropol!, Der Teufel Lacht Dazu, Das Muss Man Seh’n!, Herr und Frau Biedermeier, Ein Tolles Jahr und Die Nacht von Berlin).